# Sowiróg
Sowiróg (Sowirog, niem. Loterswalde) – uroczysko; dawna miejscowość w Polsce, położona w województwie warmińsko-mazurskim, w powiecie piskim, w gminie Ruciane-Nida.
Wieś powstała w ramach kolonizacji Wielkiej Puszczy w komturstwie piskim. Wcześniej był to obszar Galindii. Wieś ziemiańska, dobra służebne w posiadaniu drobnego rycerstwa (tak zwani wolni, ziemianie w języku staropolskim), z obowiązkiem służby rycerskiej (zbrojnej). W  XV w. w dokumentach wymieniana pod nazwą Sobiroch oraz prawdopodobnie także pod nazwą Weiroch.
Wieś lokowana w 1563 r. nad Jeziorem Nidzkim (w miejscu osady bartnej), kiedy to książę Albrecht nadał Abrahamowi Lautterschkowi, strzelcowi i borowemu książęcemu w okręgu piskim, około 4-5 łanów na prawie chełmińskim w okolicy zwanej Przyrosla. Nieco wcześniej, w 1562 r., w pobliżu nadanie na jeden łan otrzymał Wojtek Przyrośla (ale tylko na czas jego życia). Nazwa okolicy i pierwotna nazwa osady Przyrośl najprawdopodobniej wzięła się od właśnie od niego jako pierwszego właściciela. Dobra Wojtka znajdowały się po drugiej stronie jeziora w stosunku do osady Sowiróg, przy książęcej budzie myśliwskiej zwanej Przyrośl. W 1579 r. dokumenty odnotowały tylko ową budę, z czego wynika, że dawny majątek Wojtka już nie istniał. Osada Sowiróg należała do parafii w Piszu.

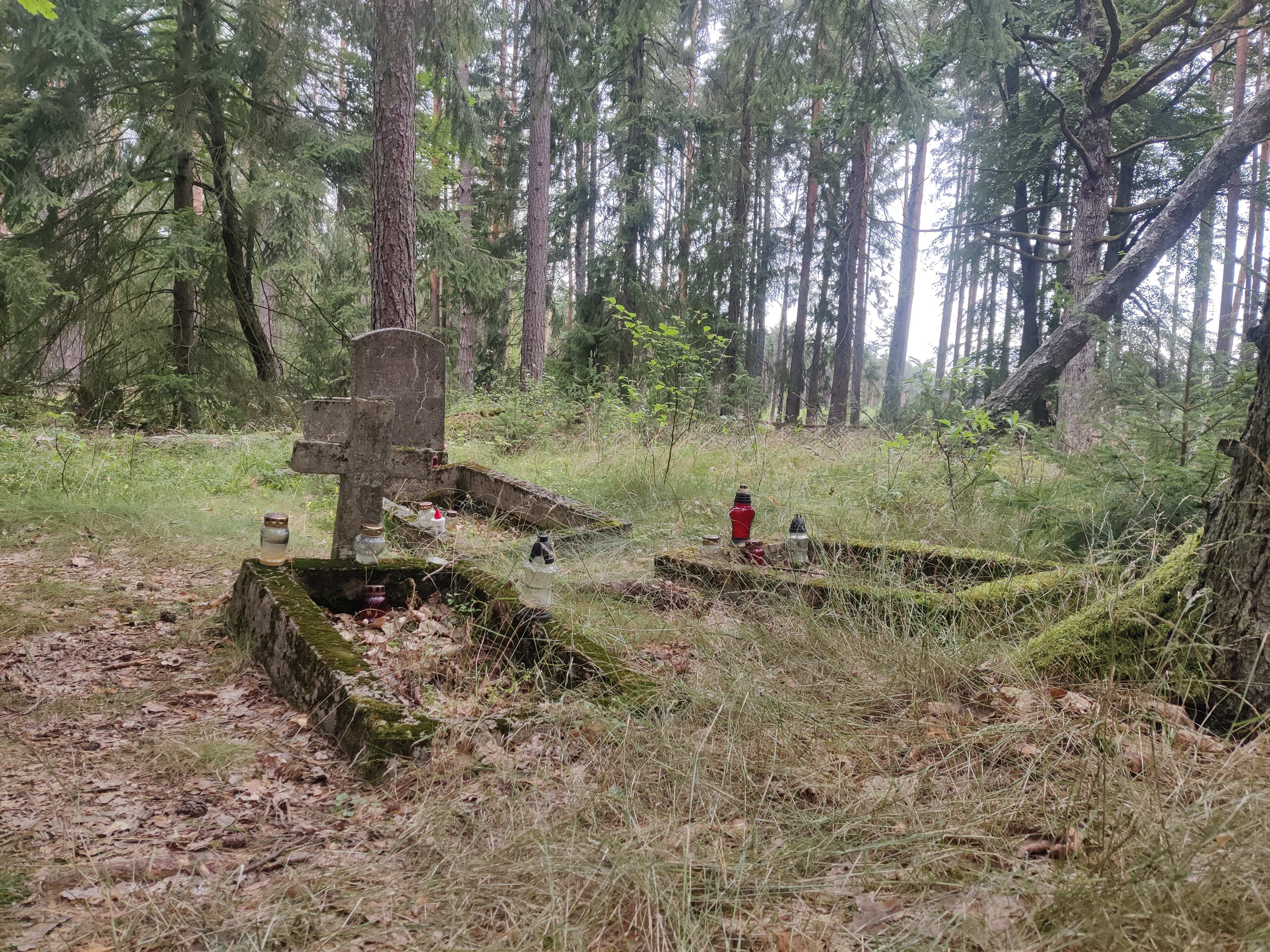
Sowiróg - pozostałości dawnego cmentarza

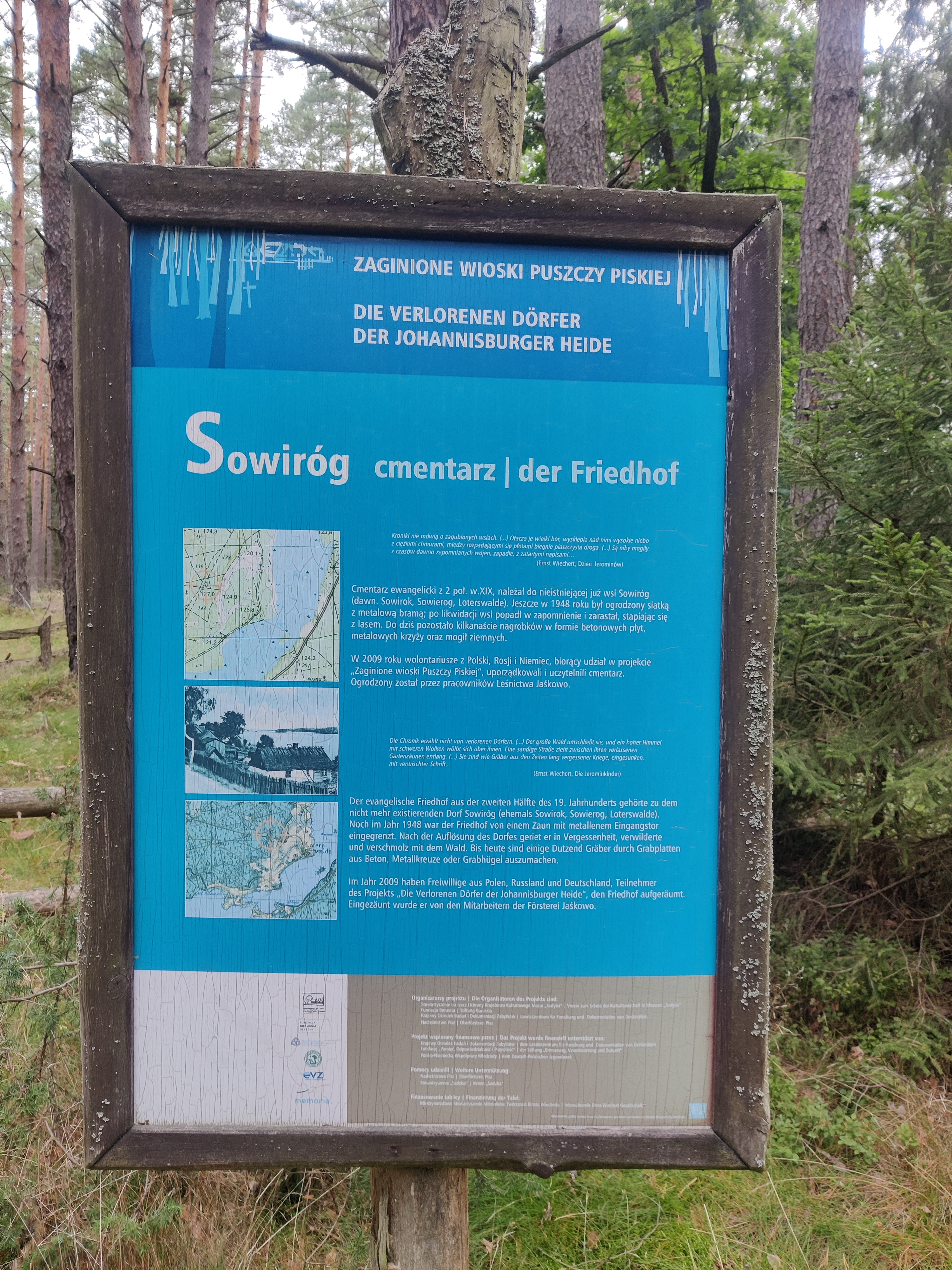
Sowiróg cmentarz - tablica informacyjna

Wieś Sowiróg znana jest z powieści Ernsta Wiecherta „Dzieci Jerominów”. W 1939 r. wieś liczyła 169 mieszkańców. Po drugiej wojnie światowej ocalało 10 budynków i murowana szkoła. Ostatni mieszkańcy wyjechali w 1948 r. do Niemiec. W 1949 r. ocalałe budynki rozebrano. Jedynymi śladami po dawnej wsi są widoczne fundamenty, pozostałości dawnego cmentarza, stare drzewa owocowe i roślinność ruderalna.